# Evolução linguística
Em linguística, o estudo da evolução linguística (ou mudança linguística) é comumente realizado no âmbito da linguística histórica. 

## Conexões entre mudança linguística e evolução biológica
Desde o surgimento da linguística enquanto ciência, no século XIX (mesma época que o surgimento da teoria evolutiva) a relação entre mudança linguística e evolução biológica tem sido foco de debates. Como se sabe, a grande descoberta científica deste século, a teoria da evolução por seleção natural, proposta e desenvolvida por Charles Darwin e Alfred Russel Wallace teve grande impacto no mundo científico, ecoando inclusive na linguística. 
O linguista norte-americano William Croft, em sua obra Explaining language change , apresenta três maneiras distintas pelas quais a evolução biológica tem sido relacionada à mudança linguística:  
- Evolução da linguagem: a evolução da capacidade linguística humana é um processo biológico: alguma mudança genética entre os primatas ancestrais levou à criação de uma capacidade social e cognitiva para a linguagem e algum processo selecionou aqueles primatas com aquela capacidade, levando aos humanos como uma espécie falante.

- Origem genética das línguas humanas contemporâneas: supõe-se que, em sua maior parte, a transmissão de traços biológicos por descendência é historicamente paralela à transmissão da língua de pais para filhos e, consequentemente, as árvores genealógicas de comunidades humanas baseadas em traços biológicos devem estar aproximadamente paralelas às árvores genealógicas construídas com base em evidências linguísticas. Contudo, este paralelismo na história das línguas e de traços biológicos humanos não é necessário. Como explica Croft, as línguas não são transmitidas via DNA de um indivíduo; os traços biológicos são. Em vez disso, as línguas são transmitidas a novos falantes através da exposição aos seus usos.

- Teoria evolutiva da mudança linguística: evolução é reconhecida como um processo que ocorre com certos tipos de entidades. O processo é provavelmente melhor compreendido à medida que ocorre com populações de organismos biológicos; isso é biologia evolutiva. A hipótese central de Croft é que a mudança linguística é um exemplo do mesmo processo, ou de um processo similar, que ocorre com um tipo diferente de entidade, ou seja, a língua.

## Darwin e evolução linguística
O naturalista britânico Charles Darwin reconhecia que a formação de diferentes línguas e de espécies distintas bem como a prova de que ambas têm se desenvolvido por um processo gradual são fatos curiosamente paralelos. Em sua obra The descent of man , Darwin elenca quinze semelhanças entre os processos de evolução biológica e evolução linguística:
1. "encontram-se em diferentes línguas surpreendentes confirmações travadas com as comunidades descendentes";
2. "e analogias travadas com um processo de formação similar”;
3. "o modo como certas letras ou sons mudam quando ocorrem outras mudanças é muito recorrente";
4. “em ambos os casos ocorre duplicação de partes”;
5. “ocorrem efeitos do uso contínuo prolongado”;
6. “a frequente presença de rudimentos nas línguas e nas espécies é ainda mais saliente”;
7. “línguas, assim como seres orgânicos, podem ser classificadas em grupos e mais grupos”;
8. “ambos podem ser classificados naturalmente, de acordo com a descendência, ou artificialmente, por outros critérios”;
9. “línguas e dialetos dominantes se expandem vastamente”;
10. “e podem levar à extinção gradual de outros”;
11. “uma língua, como uma espécie, uma vez extinta... nunca mais”;
12. “uma mesma língua jamais tem dois lugares de origem”;
13. “diferentes línguas podem ser misturadas ou cruzadas entre si”;
14. “existe variabilidade em toda língua, e novas palavras são continuamente criadas”;
15. “palavras únicas, assim como a sua língua, gradualmente tornam-se extintas”. [3]

## Teoria generalizada de seleção aplicada à mudança linguística
Estes são os componentes básicos da teoria de seleção proposta por David Hull
(cf. Hull 1988:413 apud Croft 2000:22): 
(1) REPLICADOR - uma entidade que transmite sua estrutura em grande parte intacta em replicações sucessivas;
(2) INTERADOR - uma entidade que interage como um todo coeso com seu ambiente de tal forma que essa interação causa replicação diferencial;
(3) SELEÇÃO - um processo em que a extinção diferencial e a proliferação de interadores causam a perpetuação diferencial dos replicadores relevantes;
(4) LINHAGEM - uma entidade que persiste indefinidamente ao longo do tempo, quer no mesmo estado, quer em um estado alterado, como resultado da replicação.

## Um modelo unificado de variação e mudança linguística
| Teoria generalizada de seleção       | Paradigma de instanciação da seleção em biologia | Paradigma de instanciação da seleção em linguagem                        |
| ------------------------------------ | ------------------------------------------------ | ------------------------------------------------------------------------ |
| replicador                           | gene                                             | linguema                                                                 |
| replicadores em uma população        | pool de genes                                    | pool de linguemas                                                        |
| conjunto estruturado de replicadores | sequência de DNA                                 | enunciado                                                                |
| replicação normal                    | reprodução através de, por ex., cruzamento       | produção de enunciados na comunicação                                    |
| replicação alterada                  | recombinação, mutação de genes                   | mecanismos para inovação                                                 |
| replicadores alternativos            | alelos                                           | variantes                                                                |
| lócus para a replicação alternativa  | lócus do gene                                    | variável linguística                                                     |
| interator                            | organismo                                        | falante (incluindo a gramática)                                          |
| ambiente                             | ambiente ecológico                               | contexto sociocomunicativo                                               |
| seleção                              | sobrevivência e reprodução de organismos         | entrenchment de convenção pelos falantes e sua propagação na comunicação |